# Francisco Goldman
Pour les articles homonymes, voir Goldman.
Compléments
Académie américaine des arts et des sciences
Francisco Goldman est un romancier, journaliste et professeur américain né en 1954 à Boston d'une mère guatémaltèque et catholique et d'un père juif américain.

## Biographie
Ses textes sont repris dans Esquire, Harper's, le New Yorker, The New York Times Magazine, The New York Review of Books...

## Œuvre
- Le Matelot, [« The Ordinary Seaman », 1997], trad. de Joseph Antoine, Paris, Éditions Écriture, 1999, 416 p.  (ISBN 978-2909240367)
- L'Époux divin, [« The Divine Husband », 2004], trad. de Guillemette de Saint-Aubin, Paris, Éditions de l'Olivier, 2006, 607 p.
- Dire son nom, [« Say Her Name », 2011], trad. de Guillemette de Saint-Aubin, Paris, Christian Bourgois Éditeur, coll. « Littérature étrangère », 2011, 420 p.  (ISBN 978-2267022063)[1],[2], Prix Femina étranger 2011[3]
- Circuit intérieur, [« The Interior Circuit: A Mexico City Chronicle (Mexico City Chronicles) », 2014], trad. de Guillemette de Saint-Aubin, Paris, Christian Bourgois Éditeur, coll. « Littérature étrangère », 2015, 406 p.  (ISBN 978-2-267-02743-3)